# Мадемуазель Фіфі (новела)
«Мадемуазе́ль Фіфі́» (фр. Mademoiselle Fifi) — новела французького письменника Гі де Мопассана, видана в 1882 році. Сюжет твору розповідає про вбивство прусського офіцера французькою повією під час Французько-прусської війни.

## Історія
У 1870 році між Францією і Пруссією спалахнула війна, на яку майбутній письменник записався добровольцем. Французька армія зазнала нищівної поразки, тому військова служба Гі де Мопассана не тривала довго. Однак перебування у лавах діючої армії збагатило його враженнями, які він згодом використав у написанні кількох новел. Одна з них, «Мадемуазель Фіфі», вийшла друком 23 березня 1882 року в газеті «Gil Blas». Пізніше вона увійшла до однойменної збірки, надрукованої видавництвом Поля Оллендорфа у 1898 році. Перший український переклад належить перу Михайла Качеровського, він побачив світ у восьмитомному зібранні творів Гі де Мопассана, виданому видавництвом «Дніпро».
Серед творів Гі де Мопассана патріотичного спрямування ця новела посідає одне з перших місць за популярністю, поступаючись лише «Пампушці» і «Тітці Соваж». У 1902—1903 роках за її мотивами Цезар Кюї поставив одноактну оперу «Мадемуазель Фіфі». Відомо також декілька кіно- і телеадаптацій:
- 1915 — «Дочка загарбованої Польщі» (Fille de la Pologne meurtrie) — короткометражний російський фільм Олександра Чаргоніна, в якому дія відбувається у Польщі під час Першої світової війни;
- 1944 — «Мадемуазель Фіфі» (Mademoiselle Fifi) — фільм американського режисера Роберта Вайза, якому поєднано сюжет цієї новели з сюжетом «Пампушки», але прибрано непристойний контекст (героїні — служниці, а не повії)[3];
- 1945 — «Пампушка» (Boule de Suif) — французький фільм Крістіан-Жака, в якому також поєднано сюжети оригінальних новел «Пампушка» і «Мадемуазель Фіфі», внаслідок чого сюжет кінострічки сильно відрізняється від творів письменника;
- 1949 — «Мадемуазель Фіфі» (Mademoiselle Fifi) — американський телефільм;
- 1986 — «Мадемуазель Фіфі» (Mademoiselle Fifi) — німецький телефільм;
- 1992 — «Мадемуазель Фіфі» (Mademoiselle Fifi) — французький телефільм.

## Сюжет
Під час Французько-прусської війни німецькі офіцери стали на постій у замку Ювіль. Місяці вимушеної бездіяльності вони гають у нищенні мистецьких колекцій, стрілянині по дзеркалах, трощенні меблів і посуду. Особливо в цьому відзначається манірний молодик на прізвисько «мадемуазель Фіфі». Єдиним знаком спротиву найближчого до замку сільця є німий церковний дзвін — від початку окупації священник відмовляється використовувати його за призначенням. Це вабить пруссаків до обшуку дзвіниці, але поки що справи поступаються місцем розвагам.
Прусському воєначальнику спадає на думку запросити до замку повій. Жінки ділять з офіцерами веселощі за бенкетним столом, доки «мадемуазель Фіфі» не оголошує тост «За наші перемоги над Францією!». Одна з повій — чорнява єврейка Рашель — обурюється і вбиває ножиком молодика, рятуючись втечею. Її пошуки безрезультатні. На похороні «мадемуазель Фіфі» вперше лунає церковний дзвін, відтепер він дзвонить як слід і в наступні дні. Німці трактують це як поступливість переляканих селян. Невдовзі війна закінчується, Рашель спускається з дзвіниці, де переховувалась весь цей час, згодом виходить заміж і починає чесне життя.